# Pterobryopsis aurantia
Pterobryopsis aurantia är en bladmossart som beskrevs av Fleischer 1905. Pterobryopsis aurantia ingår i släktet Pterobryopsis och familjen Pterobryaceae. Inga underarter finns listade i Catalogue of Life.